# Zorro gris (tango)
Zorro gris es un tango de 1920 cuya letra pertenece a Francisco García Jiménez en tanto que la música es de Rafael Tuegols, que fue grabado por Carlos Gardel con acompañamiento de guitarras en 1921 (placa 18035b - 453) para Odeon. y posteriormente por otros músicos y orquestas. 

## Los autores
Francisco García Jiménez ( Buenos Aires, Argentina, 22 de septiembre de 1899 – misma ciudad 5 de marzo de 1983 ) fue un poeta, letrista y comediógrafo que tuvo una extensa carrera en Argentina. Ya en la década de 1910 algunas de sus poesías aparecieron en varias publicaciones, entre ellas la revista Mundo Argentino. Escribió una treintena de obras de teatro, la primera en 1918, y cuentos y ensayos de su autoría se difundieron en El Hogar, La Prensa, La Nación, Mundo Argentino y otras publicaciones.
Entre sus libros se cuentan Así nacieron los tangos, Carlos Gardel y su época , Estampas de tango, Memorias y fantasmas de Buenos Aires, El Tango y Vida de Carlos Gardel. Para el cine colaboró en varios guiones vinculados al tango. Su faceta más destacada fue la composición de letras de tango, que comenzó en 1921 con Zorro gris, hasta llegar a tener más de 140 registradas en SADAIC. Algunas de sus letras fueron Allá en el cielo,  Bailongo de los domingos , Siga el corso, Barrio pobre, Carnaval, Farolito de papel, El Huérfano, Lo que fuiste, Lunes, Malvón, Mariposita , La Mentirosa, Palomita blanca, Príncipe, Rosicler, Tus besos fueron míos, La última cita, La Violetera, ¡Viva la Patria! y Ya estamos iguales a las que pusieron música compositores del talento de Elvino Vardaro, Rafael Tuegols, Ricardo Tanturi, José Luis Padula, Miguel Padula y Luis Minervini,
Rafael Eulogio Tuegols (Buenos Aires, 11 de marzo de 1889 – ídem 23 de abril de 1960) fue un músico argentino que se dedicó al género del tango como guitarrista, violinista y compositor.
Se dedicó a la música de tango a partir aproximadamente de 1911, cuando en forma casual ejecutó esa música en el terceto de Eduardo Arolas y desde entonces pasó por varias orquestas típicas e incluso tuvo su propia orquesta.
Además de Zorro gris, Gardel grabó sus tangos Beso ingrato, Lo que fuiste, Midinette porteña, Príncipe, La gayola y el vals Yo te imploro.

## El Armenonville
El Armenonville mencionado en el tango fue uno de los cabarés más lujosos de Buenos Aires entre los años 1910 y 1920. Estaba ubicado en la avenida Alvear (hoy, Avenida del Libertador General San Martín) en el barrio de la Recoleta aproximadamente donde hoy se encuentra el Automóvil Club Argentino. 
El primer músico de tango contratado para su inauguración fue Vicente Greco en 1911, años más adelante, el cabaret adquiere mayor prestigio por ser donde Carlos Gardel realizó su primera gran actuación en dúo con José Razzano durante una fiesta de Año Nuevo el 1 de enero de 1914. El edificio fue construido con modelo al Pabellón de Armenonville que sigue existiendo en el Bois de Boulogne de París. Numerosos músicos famosos del tango de la década del 1910 tocaron en el Armenonville: Roberto Firpo, Eduardo Arolas y Agustín Bardi, entre otros.

## Historia
En 1920 Rafael Tuegols con el cuarteto que integraba estrenó el tango Zorro gris en versión instrumental con gran éxito en el Café de La Paloma, ubicado en la avenida Juan B. Justo y Santa Fe frente a los cuarteles de Palermo, junto al Arroyo Maldonado y bajo el puente del Ferrocarril San Martín, en el lugar actualmente llamado “Pacífico”. Lo había compuesto mientras viajaba en tranvía a visitar a su madre y, ya en casa de esta, lo transcribió al pentagrama. Después de ser estrenado tuvo tal suceso que comenzaron a aparecer ediciones clandestinas del tango antes que Breyer lanzara la suya autorizada por el autor. A pedido de Tuegols, que lo conocía desde tiempo antes, García Jiménez redactó la letra que comienza con los versos:
Cuantas noches fatídicas de vicio

tus ilusiones dulces de mujer,
como las rosas de una loca orgía
les deshojaste en el cabaret.

Luego continuaba con la historia de la mujer de origen modesto atraída por el lujo y los placeres del cabaré, que tras la apariencia de felicidad ocultaba su triste vida y que se usaba al salir del lugar un abrigo de piel de zorro gris. Estos versos en alguna manera repiten la historia narrada en el tango Milonguita que Samuel Linnig escribiera algunos meses antes.
García Jiménez fue llamado a presenciar el ensayo que estaba haciendo Gardel en la grabadora y si bien al cantor 
le parecía una letra algo adelantada para la época, entre todos lo convencieron de que esa era la nueva tendencia.

## Grabaciones
Además del registro de Gardel, otras de las grabaciones de Zorro gris fueron hechas por Osvaldo Fresedo con la voz de Ernesto Famá para Odeon en 1928, los hermanos Talián para el mismo sello en 1940, Roberto Caló con el cantor Carlos Rivera para la discográfica Orpheo en 1951, Alfredo De Angelis con Oscar Larroca para Odeon en julio de 1952. También hay versiones instrumentales de las orquestas de Juan D'Arienzo, Armando Pontier y Osvaldo Pugliese.